# Dolní Lhota (district d'Ostrava-Ville)
Pour les articles homonymes, voir Lhota et Dolní Lhota.
Dolní Lhota (en allemand : Klein Ellgoth) est une commune du district d'Ostrava-Ville, dans la région de Moravie-Silésie, en Tchéquie. Sa population s'élevait à 1 490 habitants en 2021.

## Géographie
Dolní Lhota se trouve à 13 km à l'ouest-nord-ouest d'Ostrava et à 263 km à l’est-sud-est de Prague.
La commune est limitée par Velká Polom au nord, par Ostrava à l'est, par Čavisov au sud, et par Horní Lhota à l'ouest.

## Histoire
La première mention écrite de la localité date de 1486.

## Transports
Par la route, Dolní Lhota se trouve à 14 km de Hlučín, à 21 km d'Ostrava et à 348 km de Prague.